# Skeleton-Weltcup 1994/95
Der Skeleton-Weltcup 1994/95 war eine zwischen dem 15. Januar und dem 4. Februar 1995 von der FIBT veranstaltete Wettkampfserie im Skeleton. Saisonhöhepunkt waren die Weltmeisterschaften im norwegischen Lillehammer. Die vier Weltcupveranstaltungen fanden binnen drei Wochen statt. Da die Weltmeisterschaft nur vier Tage nach dem letzten Weltcup in Übersee stattfand, starteten viele Skeletonis nur bei den drei Weltcups in Europa.

## Ergebnis-Übersicht
| 1. Weltcup in Altenberg, 15. Januar 1995 | 1. Weltcup in Altenberg, 15. Januar 1995 | 1. Weltcup in Altenberg, 15. Januar 1995 | 1. Weltcup in Altenberg, 15. Januar 1995 | 1. Weltcup in Altenberg, 15. Januar 1995 |
| ---------------------------------------- | ---------------------------------------- | ---------------------------------------- | ---------------------------------------- | ---------------------------------------- |
| Disziplin                                | Erster Platz                             | Zweiter Platz                            | Dritter Platz                            |                                          |
| Männer                                   | Franz Plangger                           | Christian Auer                           | Jürg Wenger                              |                                          |

| 2. Weltcup in Igls, 21. Januar 1995 | 2. Weltcup in Igls, 21. Januar 1995 | 2. Weltcup in Igls, 21. Januar 1995 | 2. Weltcup in Igls, 21. Januar 1995 | 2. Weltcup in Igls, 21. Januar 1995 |
| ----------------------------------- | ----------------------------------- | ----------------------------------- | ----------------------------------- | ----------------------------------- |
| Disziplin                           | Erster Platz                        | Zweiter Platz                       | Dritter Platz                       |                                     |
| Männer                              | Christian Auer                      | Alexander Müller                    | Michael Grünberger                  |                                     |

| 3. Weltcup in Königssee, 25. Januar 1995 | 3. Weltcup in Königssee, 25. Januar 1995 | 3. Weltcup in Königssee, 25. Januar 1995 | 3. Weltcup in Königssee, 25. Januar 1995 | 3. Weltcup in Königssee, 25. Januar 1995 |
| ---------------------------------------- | ---------------------------------------- | ---------------------------------------- | ---------------------------------------- | ---------------------------------------- |
| Disziplin                                | Erster Platz                             | Zweiter Platz                            | Dritter Platz                            |                                          |
| Männer                                   | Christian Auer                           | Franz Plangger                           | Alexander Müller                         |                                          |

| 4. Weltcup in Lake Placid, 4. Februar 1995 | 4. Weltcup in Lake Placid, 4. Februar 1995 | 4. Weltcup in Lake Placid, 4. Februar 1995 | 4. Weltcup in Lake Placid, 4. Februar 1995 | 4. Weltcup in Lake Placid, 4. Februar 1995 |
| ------------------------------------------ | ------------------------------------------ | ------------------------------------------ | ------------------------------------------ | ------------------------------------------ |
| Disziplin                                  | Erster Platz                               | Zweiter Platz                              | Dritter Platz                              |                                            |
| Männer                                     | Franz Plangger                             | Jim Shea                                   | Christian Auer                             |                                            |

| Weltmeisterschaften in Lillehammer | Weltmeisterschaften in Lillehammer | Weltmeisterschaften in Lillehammer | Weltmeisterschaften in Lillehammer | Weltmeisterschaften in Lillehammer |
| ---------------------------------- | ---------------------------------- | ---------------------------------- | ---------------------------------- | ---------------------------------- |

## Gesamtwertung

### Männer
Bei den Männern erhielten die 42 besten Piloten je nach Platzierung Weltcuppunkte. Die Punkteverteilung sah folgendermaßen aus:
Die Weltcup-Podestplätze waren wie im Vorjahr fest in österreichischer Hand. Von 12 Podestplätzen gingen allein 10 an die Alpenrepublik. Um den Gesamtsieg kämpften letztlich nur Christian Auer und Franz Plangger, da die Mitkonkurrenten Jürg Wenger und Michael Grünberger den Focus auf die WM legten und den Weltcup in Lake Placid ausließen. Für Wenger ging diese Rechnung voll auf, denn er wurde in Lillehammer mit großem Vorsprung Weltmeister. Christian Auer sah nach drei Weltcup-Wettbewerben schon wie der sichere Sieger aus, er machte es in Lake Placid aber nochmal spannend. Durch seinen dritten Platz in der Tageswertung beim Sieg von Franz Plangger trennten beide am Ende magere zwei Punkte. Für Auer war es der fünfte Gesamtweltcupsieg in Folge. Den österreichischen Dreifacherfolg komplettierte Alexander Müller.
| Rang | Athlet                 | ALT | LAP | WIB | LPC | Punkte |
| ---- | ---------------------- | --- | --- | --- | --- | ------ |
| 01   | Christian Auer         | 2   | 1   | 1   | 3   | 172    |
| 02   | Franz Plangger         | 1   | 5   | 2   | 1   | 170    |
| 03   | Alexander Müller       | 6   | 2   | 3   | 4   | 158    |
| 04   | Ryan Davenport         | 5   | 9   | 10  | 5   | 143    |
| 05   | Willi Schneider        | 8   | 7   | 7   | 13  | 137    |
| 06   | Jürg Wenger            | 3   | 4   | 4   | –   | 118    |
| 07   | Michael Grünberger     | 4   | 3   | 5   | –   | 117    |
| 08   | Felix Poletti          | 27  | 11  | 9   | 17  | 108    |
| 09   | Tim Hathaway           | 16  | 19  | 19  | 10  | 108    |
| 10   | Marco Filippin         | 12  | 6   | 5   | –   | 106    |
| 11   | Rob Watson             | 15  | 17  | 20  | 16  | 104    |
| 12   | Frank Fijakowski       | 7   | –   | 13  | 6   | 103    |
| 13   | Greg Hagaman           | 13  | 25  | 22  | 11  | 101    |
| 14   | Anton Buchberger       | 14  | 13  | 8   | –   | 94     |
| 15   | Kazuhiro Koshi         | 10  | 8   | 18  | –   | 93     |
| 16   | Pavel Lubas            | 9   | 16  | 11  | –   | 93     |
| 17   | Roch Rochester         | 28  | 12  | 32  | 14  | 86     |
| 18   | Philipp Zurbuchen      | 17  | 28  | 26  | 15  | 86     |
| 19   | Stevie Brügger         | 33  | 22  | 14  | 19  | 84     |
| 20   | Peter Brisbois         | 30  | 24  | 23  | 12  | 83     |
| 21   | Jim Shea               | 24  | 40  | 25  | 2   | 82     |
| 22   | Renato Bussola         | 23  | 10  | 16  | –   | 80     |
| 23   | Ralph Mirabelli        | 20  | 33  | 34  | 9   | 76     |
| 24   | Dennis Clerkin         | 18  | –   | 28  | 18  | 65     |
| 25   | Andy Böhme             | –   | 18  | 12  | DSQ | 56     |
| 26   | Urs Vescoli            | –   | 15  | 17  | –   | 54     |
| 27   | Sylvan Kobelt          | 41  | 20  | 15  | –   | 53     |
| 28   | Peter Meyer            | 31  | 22  | 24  | –   | 52     |
| 29   | Paul George            | 25  | 38  | 38  | 21  | 50     |
| 30   | Danny Bryant           | 21  | 30  | 30  | –   | 48     |
| 31   | Stepan Chroustovsky    | 19  | 29  | 35  | –   | 46     |
| 32   | Richard Houghton       | 34  | –   | 33  | –   | 40     |
| 33   | Terry Holland          | –   | –   | –   | 7   | 36     |
| 34   | Jim Torrico            | –   | –   | –   | 8   | 35     |
| 35   | Bill O’Chee            | 35  | 32  | 29  | –   | 33     |
| 36   | Martin Thaler          | 11  | –   | –   | –   | 32     |
| 37   | Josef Chuchla          | 29  | 43  | 27  | –   | 30     |
| 38   | Mario Guggenberger     | –   | 14  | –   | –   | 29     |
| 39   | Scott McBride          | 22  | 36  | –   | –   | 28     |
| 40   | Arthur Schlechtleitner | 37  | 27  | 37  | –   | 28     |
| 41   | Marek Jiricko          | 26  | 34  | 42  | –   | 27     |
| 42   | Mike Glatiotis         | –   | –   | –   | 20  | 23     |
| 43   | Jacques Duc            | –   | 21  | –   | –   | 22     |
| 43   | Roland Hochfilzer      | –   | –   | 21  | –   | 22     |
| 45   | George Kenter          | –   | 25  | –   | –   | 18     |
| 46   | Paolo Farina           | 40  | 31  | –   | –   | 15     |
| 47   | Jean Riendeau          | 32  | 45  | 40  | –   | 14     |
| 48   | Philippe Cavoret       | –   | 42  | 31  | –   | 13     |
| 49   | Gian Marco Bianchi     | 39  | 41  | 36  | –   | 13     |
| 49   | Shawn Latour           | 36  | –   | 44  | –   | 13     |
| 51   | Charles Longhorne      | –   | 35  | –   | –   | 8      |
| 52   | Emanuel Zampori        | 38  | 48  | 43  | –   | 5      |
| 53   | Urs Heidegger          | –   | 46  | 39  | –   | 4      |
| 53   | Eric Perrierre         | –   | 39  | –   | –   | 4      |
| 55   | David Duverney         | –   | 47  | 41  | –   | 2      |
| −    | Angus McGowan          | –   | 44  | 45  | –   | 0      |